# Dietgard Meyer
Dietgard Meyer (* 14. August 1922 in Berlin-Wilmersdorf) ist eine evangelische Theologin und war eine der ersten Pfarrerinnen in der Evangelischen Kirche von Kurhessen-Waldeck (EKKW).

## Leben
Dietgard Meyer ist die Tochter des Ministerialrats Karl Meyer. 1941 legte sie das Abitur ab. Ab 1945/46 studierte sie in Heidelberg Theologie und Rechtswissenschaft. In dieser Zeit erledigte sie auch Schreibarbeiten für Theodor Heuss und Hermann Maas. Das Theologiestudium setzte sie an der Universität Göttingen fort, wo sie zunächst Sozialreferentin des AStA war, dann dessen Vorsitzende. Nächste Stationen ihres Theologiestudiums waren die Universität Marburg und drei Semester an der Universität Basel, an letzterer mit einem Stipendium von Karl Barth. Das Universitätsexamen legte sie 1951 in Göttingen ab. 1952/1953 besuchte sie den Predigerseminarkurs für Lehrvikarinnen der Westdeutschen Kirchen in Rengsdorf. Das anschließende Vikariat leistete sie bei Dekan Karl Wessendorft (Kirchenkreis Hanau-Stadt) in Hanau und bestand 1953 das zweite, kirchliche, theologische Examen am Predigerseminar in Hofgeismar. Anschließend war sie als Hilfsvikarin in den Sprengeln Hanau und Kassel der EKKW eingesetzt und wurde am 16. November 1955 in der Gemeinde der Karlskirche in Kassel ordiniert. 1958 wurde sie als Vertrauensvikarin (später: Vertrauenspfarrerin) der EKKW, später für den Theologinnenkonvent der Landeskirche gewählt, ein Amt, dass sie bis 1968 wahrnahm. 1960 wurde sie in deren Theologische Kammer berufen, der sie bis 1964 angehörte. Ab 1963 hatte sie in der Paul-Gerhardt-Gemeinde in Kassel einen Predigtauftrag, war Landespfarrerin für kirchliche Frauenarbeit und 1974 bis 1978 Vorsitzende des Pfarrerausschusses im Sprengel Kassel. Seit 1982 befindet sie sich im Ruhestand.

## Veröffentlichungen
- „Finden Sie das in Ordnung?“ [Nachruf für Claudia Bader]. In: Hessisches Pfarrerblatt (August/September 1974), S. 123f. Nachdruck in: Wischhöfer: Pfarrhelferin, S. 72f.
- mit Hannelore Erhart, Ilse Meseberg-Haubold: Von der Gestapo verfolgt, von der Kirchenbehörde fallengelassen: Katharina Staritz (1903–1953). Neukirchner Verlag, Neukirchen-Vluyn 2002, ISBN 3-7887-1682-7 (ausgezeichnet mit dem Hanna-Jursch-Preis 2001).[6]
- Schmitz, Elisabeth. In: Biographisch-Bibliographisches Kirchenlexikon. Band 27, 2007, Sp. 1250–1256.
- „Wir haben keine Zeit zu warten.“ Der Briefwechsel zwischen Elisabeth Schmitz und Karl Barth in den Jahren 1934–1966. In: Kirchliche Zeitgeschichte. Band 22/1, 2009, S. 328–374 (Online-Ressource).
- mit Ilse Meseberg-Haubold und Hannelore Erhart: Katharina Staritz 1903–1953. Band 2: Dokumentation 1942–1953. Vandenhoeck & Ruprecht, Göttingen 2022, ISBN 978-3-525-56062-4.